# 25931 Peterhu
25931 Peterhu este un asteroid din centura principală de asteroizi.

## Descriere
25931 Peterhu este un asteroid din centura principală de asteroizi. A fost descoperit pe 19 februarie 2001 la Socorro, New Mexico, în cadrul proiectului LINEAR. Asteroidul prezintă o orbită caracterizată de o semiaxă mare de 2,79 ua, o excentricitate de 0,06 și o înclinație de 3,4° în raport cu ecliptica.